# Tasha Sounart
Tasha Sounart (nacida Wedeen) es una animadora, artista, diseñadora de videojuegos y escritora estadounidense. Fue la diseñadora del juego de rol de aventuras Costume Quest de Double Fine. Se convirtió en la Directora Creativa Asociada de Parques Temáticos en Pixar.

## Trayectoria
Tasha Sounart comenzó su carrera como animadora en A Bug's Life en Pixar, donde trabajó durante nueve años.
Después comenzó a trabajar para Double Fine Productions, donde fue la animadora principal de Brütal Legend. Durante el periodo de tiempo en que Brütal Legend se quedó sin editor, el jefe del estudio, Tim Schafer, dio a los responsables del proyecto la oportunidad de olvidarse de lo que estaban haciendo e idear conceptos y dirigir un equipo en proyectos más pequeños durante dos semanas para desarrollar prototipos de juegos, proyecto que se denominó la Amnesia Fortnight (Quincena de Amnesia). Sounart presentó una idea, que había tenido mientras estaba en Pixar, sobre un juego centrado en niños que piden dulces en Halloween. El juego prototipo, Costume Quest, fue presentado a los editores y THQ le dio luz verde.
Tasha Sounart tiene un webcómic llamado Tasha's Comic, creado como parte de Double Fine Comics. Durante la producción de Brütal Legend, el webmaster de Double Fine, Klint Honeychurch, creó un juego flash basado en Tasha's Comic, llamado Tasha's Game con ilustraciones y animación de Sounart.
El 9 de septiembre de 2011 publicó su último cómic en el sitio web de Double Fine y trasladó su cómic a su blog personal ya que había dejado Double Fine para volver a Pixar pero ya como artista principal de la franquicia.

## Reconocimientos
En 2008, Tasha's Game fue nominada a Best of Casual Gameplay 2008 (Mejor juego casual de 2008) en la categoría de juegos de navegador de plataforma por Jay is Games.En 2010, Costume Quest fue galardonado como Best Downloadable Game of the Year (Mejor juego descargable del año) en los Spike Video Game Awards y como PSN Game of the Year por PlayStation: The Official Magazine. Al año siguiente, Tasha Sounart ganó los premios en las categorías de arte y de Rising Star (estrella emergente) en los Women in Gaming Awards de la Game Developers Conference de 2011.

## Filmografía
- 1998 Bichos, diseñadora de personajes adicional, animadora (Pixar)
- 1999 Toy Story 2, artista de guion gráfico adicional, animadora (Pixar)
- 2000 For the Birds, animadora (Pixar)
- 2001 Monsters, Inc., animadora (Pixar)
- 2003 Buscando a Nemo, animadora (Pixar)
- 2006 Cars, animadora (Pixar)

## Juegos
- 2008 Tasha's Game, artista, animadora (Double Fine)
- 2009 Brütal Legend, animadora principal (Double Fine)
- 2010 Líder del proyecto Costume Quest (Double Fine)
- 2011 Iron Brigade, animación adicional (Double Fine)
- 2011 Sesame Street: Once Upon a Monster, arte adicional (Double Fine)